# 本町 (室蘭市)
本町（ほんちょう）は北海道室蘭市の地名。本町一丁目から二丁目の町がある。住居表示実施済み。郵便番号は051-0015。かつて同名の大字，字，室蘭郡の町が存在した。

## 地理
室蘭市の南部に位置し、北に幸町、東に山手町、南に栄町と接し、西は内浦湾に面する。

### 海洋
- 内浦湾

## 地域の特徴
室蘭市の都市計画マスタープランでは蘭西地域に属する。
町域の東寄りを北海道道919号中央東線が縦断し、そこから西に向かって上り勾配となっている。町域西部の砂浜は電信浜児童遊泳場となっている。

一丁目に室蘭民報社 本社、二丁目にDENZAI環境科学館・室蘭市図書館（愛称「えみらん」）、本町会館がある。

## 歴史
本町は1872年（明治5年）からの札幌本道開削の進行に伴い形成された町並みで、1873年（明治6年）に室蘭郡の町名として成立した。1896年（明治29年）からは仙岩の橋本組によって埋立工事が始まり、宅地化が進んだ。1906年（明治39年）に室蘭小学校追直分校（のちの武揚小学校）、1917年（大正6年）に室蘭中学校が開校、1920年（大正9年）に室蘭図書館が開館した。1945年（昭和20年）室蘭民報社創立。1958年（昭和33年）、市立室蘭図書館が移転建設、1963年（昭和38年）に市青少年科学館が開館、その敷地内には本格的なドーム型温室と植物園，150人収容のプラネタリウム館が併設されていた。市立室蘭図書館と市青少年科学館は2021年（令和3年）3月に老朽化のため閉館、これら施設を受け継ぐ形でえみらんが2021年12月25日にオープンした。

### 地名の由来
開拓使が将来の室蘭の中心街として位置づけたことによる。

遊泳場の電信浜の名前の由来は、1891年（明治24年）に室蘭の対岸である砂原との間に逓信省が、この浜から海底電線を敷いたことによる。

### 沿革
- 1873年（明治6年） - 開拓使の管轄、室蘭郡の町として本町が成立[5]。
- 1900年（明治30年）7月1日 - 北海道一級町村制の施行により室蘭町（一級町）が発足、室蘭郡本町は室蘭町の大字、本町となる[9]。
- 1918年（大正7年）2月1日 - 北海道区制の施行により室蘭区が発足。室蘭町本町は室蘭区本町となる[10]。
- 1922年（大正11年）4月1日 - 字名改正により本町（大字）の一部が本町（字）となり、本町（大字）を廃止[5][11]。
- 1922年（大正11年）8月1日 - 市制施行により室蘭区本町は室蘭市本町となる[12]。
- 1966年（昭和41年）7月1日 - 本町一丁目 - 二丁目新設[5][13]。

### 町名の変遷
| 実施内容          | 実施年月日               | 実施後             | 実施前             |
| ----------------- | ------------------------ | ------------------ | ------------------ |
| 北海道一級町村制  | 1900年（明治30年）7月1日 | 室蘭町本町（大字） | 室蘭郡本町         |
| 字名改正          | 1922年（大正11年）4月1日 | 本町（字）         | 本町（大字）の一部 |
| 町名新設 住居表示 | 1966年（昭和41年）7月1日 | 本町一丁目         | 本町（字）の一部   |
| 町名新設 住居表示 | 1966年（昭和41年）7月1日 | 本町二丁目         | 本町（字）の一部   |

## 世帯数と人口
2023年（令和5年）12月31日現在（室蘭市発表）の世帯数と人口は以下の通りである。
| 町         | 世帯数  | 人口  |
| ---------- | ------- | ----- |
| 本町一丁目 | 125世帯 | 198人 |
| 本町二丁目 | 121世帯 | 182人 |
| 計         | 246世帯 | 380人 |

### 人口の変遷
国勢調査による人口の推移。
| 1995年（平成7年）  | 678人 | [ 14 ] |  |
| 2000年（平成12年） | 602人 | [ 15 ] |  |
| 2005年（平成17年） | 544人 | [ 16 ] |  |
| 2010年（平成22年） | 478人 | [ 17 ] |  |
| 2015年（平成27年） | 431人 | [ 18 ] |  |
| 2020年（令和2年）  | 389人 | [ 19 ] |  |

### 世帯数の変遷
国勢調査による世帯数の推移。
| 1995年（平成7年）  | 343世帯 | [ 14 ] |  |
| 2000年（平成12年） | 321世帯 | [ 15 ] |  |
| 2005年（平成17年） | 299世帯 | [ 16 ] |  |
| 2010年（平成22年） | 273世帯 | [ 17 ] |  |
| 2015年（平成27年） | 265世帯 | [ 18 ] |  |
| 2020年（令和2年）  | 239世帯 | [ 19 ] |  |

## 学区
市立小・中学校に通う場合、学区は以下の通りとなる。
| 丁目       | 街区 | 小学校               | 中学校               |
| ---------- | ---- | -------------------- | -------------------- |
| 本町一丁目 | 全域 | 室蘭市立みなと小学校 | 室蘭市立室蘭西中学校 |
| 本町二丁目 | 全域 | 室蘭市立みなと小学校 | 室蘭市立室蘭西中学校 |

## 交通

### 道路
- 北海道道919号中央東線

## 施設

### 公共施設
- 本町会館

### 文化施設
- DENZAI環境科学館・室蘭市図書館（えみらん）
  - DENZAI環境科学館
  - 室蘭市図書館

### その他
- 電信浜児童遊泳場
- 室蘭民報社 本社